# Гюнтер Германн
Гюнтер Германн (нім. Günter Hermann, нар. 5 грудня 1960, Ребург-Локкум) — колишній німецький футболіст, що грав на позиції півзахисника. По завершенні ігрової кар'єри — футбольний тренер. Відомий, зокрема, виступами за «Вердер», «Ганновер», а також національну збірну Німеччини.

## Клубна кар'єра
Починаючи з 1983-го протягом 10 сезонів Гюнтер грав за бременський «Вердер». Він дебютував в клубі 11 грудня 1982 року у матчі проти «Бохума», що завершився перемогою «Вердера» з рахунком 2-1. Гюнтер вийшов на поле на 76-й хвилині, замінивши при цьому Міхаеля Бьонке . Це була єдина гра Германна в тому сезоні.
Заграти в основному складі Гюнтеру вдалося досить пізно. Лише в сезоні 1984-85 він зміг завоювати собі постійне представництво на полі. Опорний півзахисник за амплуа, він досить скоро став одним з найважливіших гравців бременців. Його зв'язка з Мирославом Вотавою була однією з найбільш непрохідних в Бундеслізі тих років. У сезоні 1987-88 років Гюнтер допоміг «Вердеру» стати чемпіоном Німеччини. Взимку 1992 року він покинув Бремен, змінивши його на більш скромну команду «Ваттеншайд», яка розташовувалася в нижній частині турнірної таблиці.
Останні три сезони Гюнтер грав за «Ганновер» у другій Бундеслізі. У 1996 році Германн завершив футбольну кар'єру.

## Виступи за збірну
Всього за збірну Гюнтер Германн провів два матчі. Був учасником і переможцем Чемпіонату світу 1990 року, хоча не зіграв на турнірі жодного матчу. Дебютував у збірній 21 вересня 1988 року в товариському матчі зі збірною СРСР, що завершився перемогою німців з рахунком 1-0.

## Титули і досягнення
Збірна Німеччини
- Чемпіонат світу
  - Чемпіон (1): 1990

 «Вердер»
- Кубок володарів кубків
  - Володар (1): 1991-92
- Чемпіонат Німеччини
  - Чемпіон (1): 1987–88
  - Срібний призер (3): 1982-83, 1984-85, 1985-86
  - Бронзовий призер (2): 1988-89, 1990-91
- Кубок Німеччини
  - Володар (1): 1990-91
  - Фіналіст (2): 1988-89, 1989-90
- Суперкубок Німеччини
  - Володар (1): 1988